# Ricardo Lancaster-Jones y Verea
Ricardo Lancaster-Jones y Verea, MA CSS (9 de febrero de 1905, Guadalajara Jalisco - 20 de enero de 1983, Guadalajara) fue un empresario azucarero, diplomático mexicano, profesor, historiador, periodista, académico, coleccionista de arte y genealogista, que efectuó contribuciones significativas en el estudio de las haciendas del estado de Jalisco, en el siglo XX. Hablaba con fluidez los idiomas español, inglés, francés, italiano y latín. Redactó y publicó numerosos artículos para periódicos y revistas especializadas en México, Sudamérica, España, el Reino Unido y los Estados Unidos. Su entusiasmo por la Historia le llevó a convertirse en profesor de Historia Regional en la Facultad de Filosofía y Letras de la Universidad Autónoma de Guadalajara en 1965. Posteriormente, en 1973, obtuvo su grado de Maestría en Artes en Estudios latinoamericanos en la Universidad de Nuevo México. Especialmente ha sido mencionado por los académicos mexicanos Mauricio Beuchot (2001) y José María Muriá (2003) como un historiador temprano de las haciendas del Occidente de México.

## Biografía

### Familia y primeros años
| El porfiriato en cifras de la Ciudad de México en 1900: 368,898 habitantes, quinientos mil litros de pulque, seis mil bicicletas en circulación, una procesión que sale del Ayuntamiento de la Ciudad a la Rotonda de los Hombres Ilustres, con dos urnas. Una unión de apellidos: Romero Rubio, Escandón, Redo, Lancaster-Jones, Corcuera, Martínez del Río, Romero de Terreros, Rincón Gallardo, Algara, Braniff, Sánchez Navarro, Casasús, Cortina, Elízaga, Goríbar, Iturbide, García Pimentel, Ituarte, Mier, Prida, Terrazas, Lascuráin, Paz, Landa, Limantour, Iturbe, Santacilia. Una competencia de landós, carros, carruajes, sedanes, cupés y vis-a-vis. El desafío de la moda europea dentro de la inmensidad de unas pocas calles... —Carlos Monsiváis (2005) |

El escritor mexicano Carlos Monsiváis, en su libro Amor perdido (2005), menciona a la familia Lancaster-Jones entre las familias distinguidas del porfiriato al principio del siglo XX en México.
Ricardo Lancaster-Jones y Verea nació en Guadalajara (entonces la segunda ciudad más grande de México). Sus padres fueron Alberto Lancaster-Jones y Mijares, e Isabel Verea y Vallarta. A través del historiador español Fernando Muñoz Altea (1925-2018) y el periodista local José Jorge Vázquez-Tagle, es posible rastrear las familias inmediata y extendida de Lancaster-Jones y Verea. Su padre, Alberto Lancaster-Jones y Mijares (1873-1958) magíster en ingeniería y CSS, fue un empresario azucarero y científico británico-mexicano. Fue presidente del consejo de administración del ingenio azucarero Santa Cruz y El Cortijo, ubicado en Zapotiltic, Jalisco; en 1919 cofundó el Instituto de Ciencias, en Guadalajara, y fue su primer director (1919-1934). Catorce años después, en 1934, fundó la Facultad de Ciencias Químicas de la Universidad Autónoma de Guadalajara, siendo su primer decano (1934-1958). El 5 de marzo de 1986, la sala de conferencias número 9 de dicha Facultad de Ciencias Químicas fue nombrada Ing. Alberto Lancaster-Jones y Mijares, para honrar su memoria.
Los padres de Alberto Lancaster-Jones y Mijares fueron: Ricardo Lancaster-Jones (1831-1922), un banquero y empresario británico-mexicano (nieto del innovador inglés de la educación pública Joseph Lancaster), alcalde de Guadalajara y tesorero del estado de Jalisco; y Francisca Mijares y Añorga (bisnieta del VIII Señor De Añorga en San Sebastián, Guipúzcoa, País Vasco. A través de su familia extendida, Alberto Lancaster-Jones y Mijares fue sobrino de: A) Alfonso Lancaster-Jones (1842-1903), un jurista y político británico-mexicano, embajador de México ante el Reino Unido (1836-1909). B) José Antonio Pintó y Añorga, primer Conde de Añorga en España. C) Catalina Barron y Añorga, baronesa pontificia de Barron, quien se casó con Antonio de Escandón y Garmendia (1824-1877) CSS, empresario hispano-mexicano que participó en la introducción del ferrocarril en México. D) Dolores Barron y Añorga, quien se casó con el general Pedro Rincón-Gallardo y Rosso (1834-1909), embajador mexicano en Rusia y Alemania. E) Guillermo Barron y Añorga (1829-1903), empresario británico-mexicano, presidente del consejo de administración de Barron, Forbes & Co.
Los padres de Isabel Verea y Vallarta fueron: José María Verea y González de Hermosillo (1826-1884), jurista mexicano y autor de una Ley de Enjuiciamiento Civil del estado de Jalisco (1872); e Isabel Vallarta y Ogazón. A través de su familia extendida, Isabel Verea y Vallarta fue sobrina de: A) Obispo Francisco de Paula Verea y González de Hermosillo (1813-1884), prelado doméstico de Su Santidad el papa Pío IX (1862); fue uno de los delegados mexicanos al Concilio Vaticano I (1869-1870), y obispo sucesivamente de las diócesis de Linares, Nuevo León y Puebla. B) Pedro Ogazón Rubio (1824-1890), jurista, político y militar mexicano; ministro de Guerra, gobernador del estado de Jalisco, y presidente de la Suprema Corte de Justicia de la Nación. C) Ignacio Luis Vallarta Ogazón (1830-1893), jurista y político mexicano; secretario de  Gobernación, gobernador del estado de Jalisco, y presidente de la Suprema Corte de Justicia de la Nación. D) Bernardo Reyes Ogazón (1850-1913), militar y político mexicano; secretario de Guerra, y gobernador de Nuevo León.
Ricardo Lancaster-Jones y Verea fue sobrino en tercer grado de Alfonso Reyes (1889-1959), hombre de letras, poeta, filósofo, y embajador de México en Argentina y Brasil; y primo de: A) Manuel Sandoval Vallarta (1899-1977), físico mexicano, coautor de la teoría de Lemaître-Vallarta acerca de los efectos de los rayos cósmicos sobre la Tierra. B) Elena Verea y Corcuera, casada con Carlos Alfonso de Mitjans, XXI Conde de Teba (1907-1997), grande de España. C) Sofía Verea y Corcuera, casada con el antropólogo y arqueólogo mexicano Ignacio Bernal y García Pimentel (1910-1992). D) Marta Verea y Corcuera, casada con Francisco Pérez de Salazar y Solana, erudito en arte.
Los primeros años de Ricardo Lancaster-Jones y Verea transcurrieron entre Guadalajara, la Ciudad de México (donde vivía su abuelo paterno), y la hacienda propiedad de su familia Santa Cruz y El Cortijo, ubicada en Zapotiltic, Jalisco, donde disfrutaba al explorar la campiña, pasear a caballo, cazar, nadar y pescar. Estos hechos lo influenciaron algunos años después cuando se interesó por la historia de las haciendas de Jalisco. Cuando cumplió 27 años, se le pidió que eligiera ciudadanía. Pudo haber tomado la nacionalidad británica por la ciudadanía de su padre, pero eligió la nacionalidad mexicana, según documento fechado el 29 de septiembre de 1932.

### Primeros estudios y trabajo

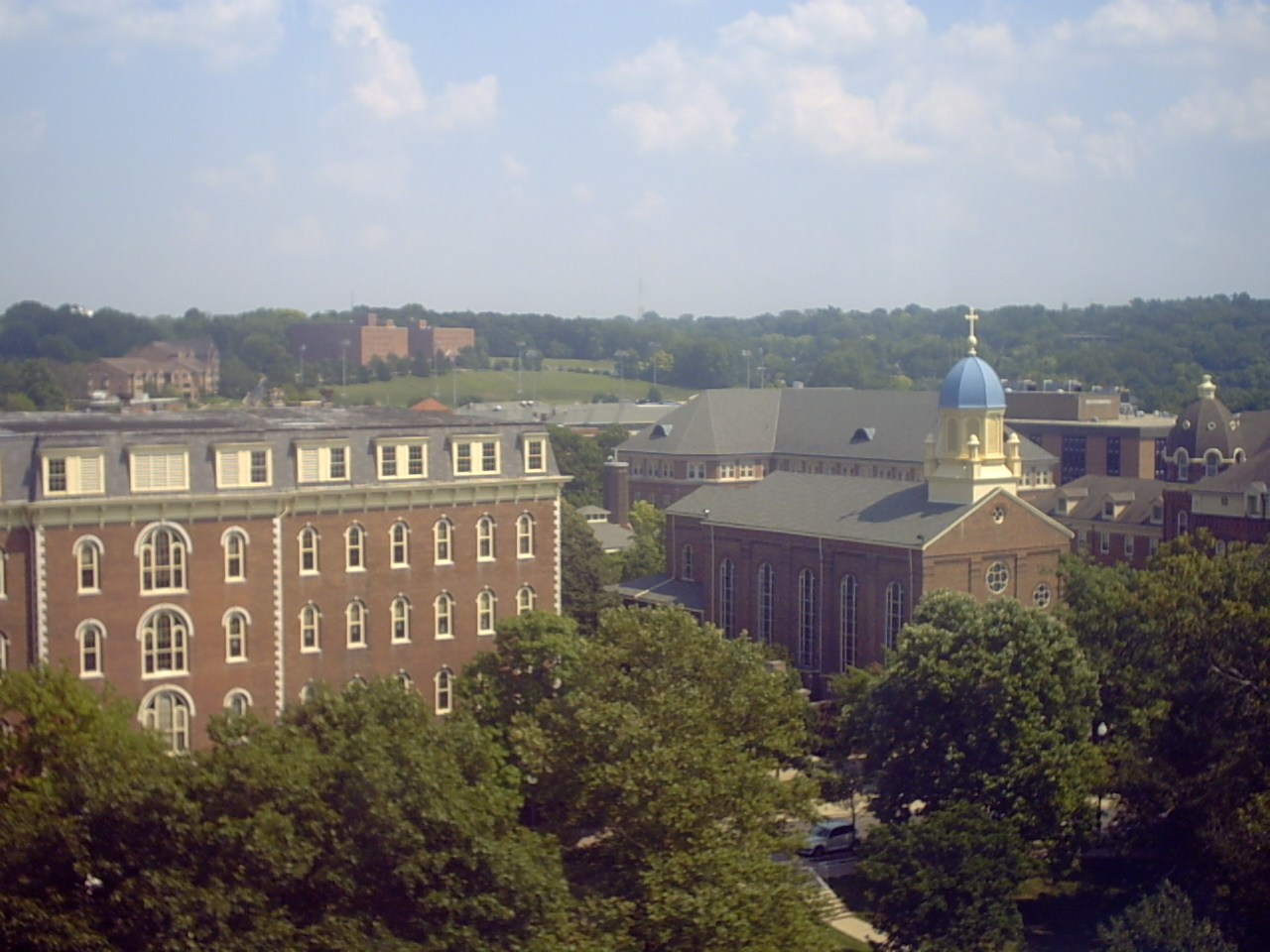
Paraninfo de Santa María y Capilla de la Inmaculada Concepción en la Universidad de Dayton.

Ricardo Lancaster-Jones y Verea estudió en el Instituto de Ciencias (plantel jesuita) y la Escuela Libre de Ingenieros, ambos en la ciudad de Guadalajara, y en los Estados Unidos: en el Saint Charles College, que estuvo en el pueblo llamado Grand Coteau, Luisiana, y en la Universidad de Dayton, Ohio. Obtuvo un grado en ingeniería topográfica en la Escuela Libre de Ingenieros de Jalisco (1928) y un grado de ingeniería en la Universidad de Dayton (1929).
Al ser el mayor de su familia, entró en el negocio azucarero en 1930, en el ingenio arriba mencionado de Santa Cruz y El Cortijo, donde realizó importantes contribuciones hasta 1942 inclusive. En 1944 se convirtió en un miembro del consejo de administración del Ingenio Tamazula, sito en Tamazula de Gordiano, Jalisco. En 1946, fue miembro fundador de la Sociedad de Ingenieros y Arquitectos de Guadalajara, donde fungió como gerente general en 1949. Posteriormente, en 1950, se convirtió en uno de los integrantes del consejo directivo del Banco Industrial de Jalisco.

### Periodista colaborador
Desde 1934, Lancaster-Jones redactó para la revista Gaceta de Guadalajara, y después llegó a ser periodista colaborador del diario El Informador. Continuó escribiendo para diversas revistas y periódicos de Guadalajara y de la Ciudad de México, tales como Crónica Social Tapatía, El Mundo, Estudios Históricos, Excélsior y El Occidental.

### Matrimonio
El 28 de octubre de 1935, Ricardo Lancaster-Jones se casó en Guadalajara con Luz Padilla y España (5 de abril de 1913 - 5 de marzo de 1978). La recepción de bodas fue en la Mansión Verea y Vallarta en la capital de Jalisco. Actualmente ese inmueble es la sede del Congreso del Estado de Jalisco. El 18 de febrero de 1955, Luz Padilla y España fue nombrada Dama de la Orden del Santo Sepulcro de Jerusalén (DSS).
Luz Padilla y España fue la hija primogénita de Arcadio Padilla y Romo de Vivar, y Guadalupe España y Araujo.
Arcadio Padilla y Romo de Vivar fue un conocido abogado tapatío quien también fue representante de Ferrocarriles Nacionales de México en la Ciudad de México (1920-1935), y diputado por el estado de Jalisco al Congreso de la Unión (1928-1930).
Guadalupe España y Araujo fue nieta de José María Araujo, abogado guadalajarense, juez de Distrito y Caballero de la Orden Imperial de Guadalupe (27 de febrero de 1865).
A través de su familia extendida, Luz Padilla y España fue sobrina de: A) Carmen Padilla y Romo de Vivar, esposa del académico y pintor tapatío José Vizcarra (1874-1956). B) Sara España y Araujo, esposa de Alfredo Navarro Branca (1881-1979), famoso arquitecto tapatío del período posrevolucionario; actualmente, entre sus edificios, destaca el de la Universidad de Guadalajara (1914).

## Diplomático
Durante el curso de su vida, Lancaster-Jones participó en algunas actividades diplomáticas con los Estados Unidos, El Salvador, las Naciones Unidas y la Santa Sede:

### Consulado de los Estados Unidos

La ciudad de Downey, California se hizo ciudad hermana de Guadalajara en 1960, durante la presidencia de la Asociación Consular de Guadalajara por parte de Ricardo Lancaster-Jones y Verea.

- 1945: fue designado Asesor para Asuntos Culturales del Consulado de los Estados Unidos en Guadalajara.[3]

### Consulado de El Salvador
- 1946: fue designado Cónsul Honorario de la República de El Salvador (1946-1969) en Guadalajara.[40][41][42]

### Delegado de las Naciones Unidas
- 1950: fue nombrado Delegado de las Naciones Unidas en el estado de Jalisco. De 1953 a 1960, fue secretario general de su Comité Regional.[3]

### Orden del Santo Sepulcro
- 1950-1952: organizó, junto con el cardenal José Garibi Rivera, el Capítulo Nueva Galicia (Intendencia de Nueva Galicia) de la Orden del Santo Sepulcro de Jerusalén y fungió como su primer secretario general desde 1952.[13][34]

### Asociación Consular de Guadalajara
- 1950: fue cofundador y tercer presidente (1958-1966) de la Asociación Consular de Guadalajara.[43] Durante su presidencia, Guadalajara se convirtió en ciudad hermana de Downey, California, el 26 de agosto de 1960.[44] El año siguiente, fue nombrado vicepresidente de la primera Reunión Nacional de Cónsules, celebrada del 18 al 20 de noviembre de 1961, en Veracruz, Veracruz.[3]

## Historiador
Lancaster-Jones fue incluido por Luis González y González entre los historiadores mexicanos notables de la segunda mitad del siglo XX (1973).

### Colaboraciones
Durante el curso de su vida contribuyó con autores tales como:
- José Cornejo Franco en su libro Introducción del agua a Guadalajara (1942), al compartir un documento de su colección privada fechado el 4 de febrero de 1792; documento que demuestra los esfuerzos realizados hasta esa fecha con el propósito de dar abastecimiento de agua a la ciudad de Guadalajara.[49]
- François Chevalier en su libro La formation des grands domaines au Mexique, terre et société aux XVIe-XVIIe siècles (1952), comparte información sobre las haciendas rurales de Jalisco.[50]
- José López Portillo y Weber (padre del presidente de México José López Portillo)  en su libro Cristóbal de Oñate: Historia Novelada (1955),[51] al escribir una introducción sobre los antecedentes de la familia López Portillo y la biografía del autor.[52]
- Manuel Romero de Terreros, en su libro Antiguas Haciendas de México (1956),[53] compartió información e imágenes de la Hacienda de Santa Ana Apacueco.[54]
- Rogers McVaugh en sus libros Edward Palmer: plant explorer of the American West (1956)[55] y Flora Novo-Galiciana (1983),[56] al proporcionar acceso a datos relevantes de la historia botánica de Jalisco.[57][58]
- Gabriel Agraz García de Alba en su libro Jalisco y sus hombres: compendio de geografía, historia y biografía jaliscienses (1958), para quien escribió una introducción y compartió información sobre personajes ilustres de Jalisco.[59]
- Jean Meyer al compartir información y documentos sobre Manuel Lozada y alguna otra información sobre la Guerra Cristera para las publicaciones de Meyer sobre esos temas (1973, 1984).[60][61]
- Doris M. Ladd, en su libro de 1974, The Mexican nobility at independence, 1780-1826, al compartir información acerca de la familia Porres-Baranda y el primer Mayorazgo en Guadalajara, Jalisco.[62]
- Isaac Antonio Bonilla al darle consejos sobre los archivos de Guadalajara para su libro, Documentos para la historia de California relacionados con José Mariano Bonilla (1976).[63]
- José Ignacio Dávila Garibi (primo segundo del cardenal mexicano José Garibi Rivera), en su obra Apuntes para la historia de la Iglesia en Guadalajara (1977), al contribuir con documentos e información.[64]
- Ramón María Serrera Contreras durante su investigación para su libro Guadalajara ganadera. Estudio regional novohispano, 1760-1805 (1977), al compartir información acerca de las fincas rurales de Jalisco.[65]
- Patricia Arias en su libro Guadalajara, la gran ciudad de la pequeña Industria (1985), al concederle una entrevista y compartir algunos documentos sobre la historia del crecimiento y desarrollo de Guadalajara.[66]
- Sir Edgar Vaughan en su libro Joseph Lancaster en Caracas (1824-1827) (1989), al compartir información de la familia, como descendiente del notable innovador y educador inglés Joseph Lancaster.[67]
- Alfonso de la Madrid Castro (tío del presidente de México Miguel de la Madrid) en su obra Apuntes históricos sobre Colima: siglos XVI-XX, al brindarle copiosa información acerca de los archivos de Jalisco que tenían documentos relacionados con el estado de Colima, un ensayo que fue publicado muchos años después de la muerte de Alfonso de la Madrid por José Miguel Romero de Solís, en 1998.[68]

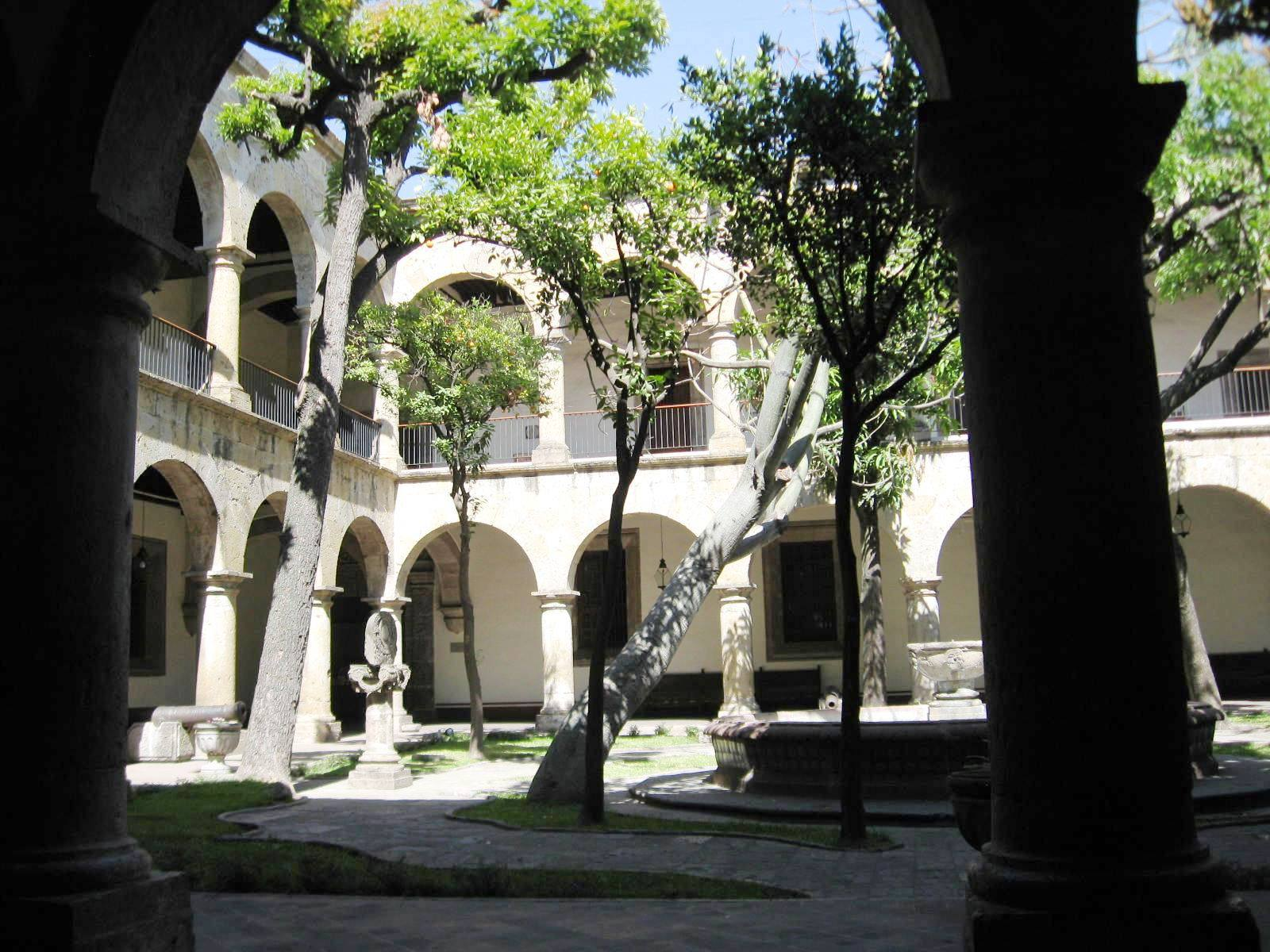
Patio principal del Museo Regional de Guadalajara.

En 1954, Lancaster-Jones obsequió más de una docena de fotografías a Paul Alexander Bartlett, que muestran las haciendas Santa Cruz y El Cortijo, Jalisco, de 1880 a 1940, para contribuir al estudio a gran escala de Bartlett de más de 350 haciendas en todo México, que Bartlett realizó entre 1943 y 1985. Actualmente, esas fotografías son custodiadas en la Colección Latinoamericana Nettie Lee Benson, en la Universidad de Texas en Austin.

### Museo Regional de Guadalajara
En 1952 el gobernador del estado de Jalisco, José de Jesús González Gallo (1900-1957), designó a Lancaster-Jones curador del Museo Regional de Guadalajara, y ocupó dicho puesto hasta el 31 de diciembre de 1953. Durante los dos años que ejerció el cargo, reorganizó las salas de exhibición, ordenó la restauración de obras de arte de valor incalculable e hizo un inventario detallado de las diversas colecciones del museo.

### Contribuciones importantes

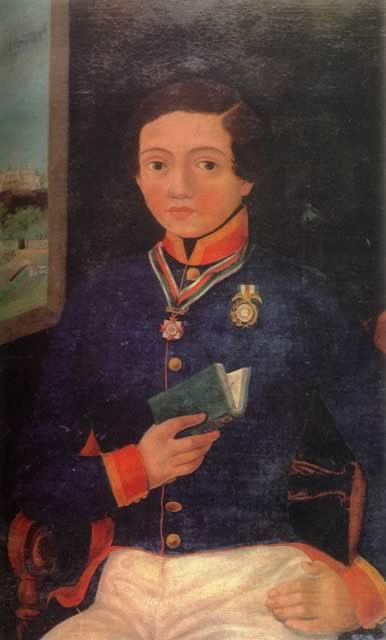
El nombre de Francisco Márquez fue inscrito entre los Personajes Ilustres del estado de Jalisco en 1947.

- 1941 – Documentos de Nuestra Señora de Zapopan. De acuerdo con un discurso publicado por Lancaster-Jones en 1970 para la ceremonia de inauguración de la escultura de fray Antonio de Segovia (1500-1570), [Lancaster-Jones] localizó los documentos originales que validan la autenticidad de la imagen que se venera en la Basílica de Nuestra Señora de Zapopan (documentos que datan de los siglos XVI al XVIII). Fray Luis de Palacio y Basave (1868-1941) los guardó en secreto para su custodia a principios del siglo XX durante la persecución religiosa que sucedió después de la Revolución mexicana y provocó la Guerra Cristera. En 1941, los herederos del fraile le pidieron a Lancaster-Jones que hiciera una tasación de la biblioteca del fraile. Encontró esos importantes documentos y los compró a los herederos de De Palacio; posteriormente, entregó esos documentos, como regalo, al doctor José Garibi Rivera quien era arzobispo de la Arquidiócesis de Guadalajara en esos días. Lancaster-Jones se inspiró en esos documentos para escribir su obra Tríptico Mariano, publicada por primera vez en 1948.[72]
- 1947 — Acta de Bautismo de Francisco Márquez. El hallazgo del Acta de Bautismo de Francisco Márquez en Guadalajara ayudó a reescribir la biografía de Márquez.[73] Fue uno de los Niños Héroes fallecidos en la Batalla de Chapultepec durante la Intervención estadounidense en México. Los primeros años de Márquez siguieron siendo un misterio hasta entonces. Por este hecho se puede probar que Márquez nació efectivamente en Guadalajara y la verdadera fecha de su nacimiento fue el 8 de octubre de 1834. Nueve días después, el 18 de octubre, fue bautizado como Francisco de Borja Jesús Benito, su padrinos fueron sus abuelos maternos: Gerónimo Paniagua y María Prudencia Falcón.[74] A través de un Certificado de Confirmación (encontrado también por Lancaster-Jones), se puede comprobar que Márquez se mudó a la Ciudad de México y la razón por la cual ingresó al ejército: los padrinos de su Confirmación donde su madre Micaela Paniagua y el General Leonardo Márquez. Su madre viuda se volvió a casar, con Francisco Ortiz, capitán de caballería, cuando Márquez ingresó al Heroico Colegio Militar el 14 de enero de 1847.[73] En 1970, el historiador mexicano Ricardo Covarrubias atribuye tal descubrimiento a Lancaster-Jones en su obra Las Calles de Monterrey.[75] Desde 2005, Márquez figura entre los Personajes Ilustres de el Estado de Jalisco en su página web oficial.[76]
- 1949 – Papeles de intestado de Domingo Lázaro de Arregui. Dos artículos publicados por Lancaster-Jones en el periódico El Informador (23 de octubre de 1949[77] y 5 de marzo de 1950[78]) ayudaron a formar una biografía precisa de Domingo Lázaro de Arregui, quien escribió la descripción geográfica más antigua del antiguo Reino de Nueva Galicia (Descripción de la Nueva Galicia, 1621). El académico tapatío José María Murià afirma que este hecho ayudó al historiador francés François Chevalier a reescribir la biografía de De Arregui en su destacado estudio para la segunda edición (1980) de su obra Descripción de la Nueva Galicia,[79] (el primero fue publicado en Sevilla, 1946).[80]

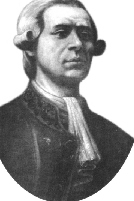
El nombre de Francisco Primo de Verdad y Ramos fue inscrito con letras de oro en el salón principal del Congreso del Estado de Jalisco en 1960.

- 1951 – Origen del nombre de la región de Los Altos. En su trabajo publicado La Hacienda de Santa Ana Apacueco (1951), Lancaster-Jones hace referencia a un documento de concesión de tierras emitido en 1606 que nombra las tierras altas de Jalisco como Los Altos de Villanueva.[81] Por lo tanto, historiadores cuyo especial interés es la región antes mencionada, como Mariano González-Leal, han acreditado a Lancaster-Jones por el descubrimiento del origen de tal nombre de Los Altos.[82][83]
- 1953 — Contribuciones con La Iglesia de Jesucristo de los Santos de los Últimos Días. Según la Genealogical Journal, Ricardo Lancaster-Jones y Verea "tuvo una parte vital"[84][85] al contribuir con La Iglesia de Jesucristo de los Santos de los Últimos Días (Iglesia SUD) y la Academia Mexicana de Genealogía y Heráldica, durante el proceso de microfilmación de la completa y bien conservada memoria parroquial de la Arquidiócesis de Guadalajara registros (1953-1971).[86] Una copia de estos microfilmes se encuentra en el Archivo General de la Nación[87] (en la Ciudad de México).[88]
- 1958 – Acta de Bautismo de Francisco Primo de Verdad y Ramos. El descubrimiento del Acta de Bautismo de Francisco Primo de Verdad y Ramos la hacienda de Ciénega del Rincón, ubicada en el hoy municipio de Lagos de Moreno, en el estado de Jalisco. Hasta entonces, se pensaba que Primo de Verdad era de Aguascalientes, Aguascalientes. A través de esto, se averiguó su lugar de nacimiento correcto.[89] Dos años después, en 1960, el nombre completo de Primo de Verdad fue inscrito con letras de oro en la salón principal del Congreso del Estado de Jalisco.[90] Desde 2005, Francisco Primo de Verdad y Ramos figura entre los Personajes Ilustres del estado de Jalisco en su página oficial.[76]
- 1974 – Haciendas de Jalisco. Su importante archivo de documentos relacionados con la historia rural del antiguo Reino de la Nueva Galicia en el Virreinato de la Nueva España se refleja en su libro más conocido, Haciendas de Jalisco y Aledaños (1506-1821),[91] que fue publicado en 1974 siendo la primera publicación en su tipo en el occidente de México, y el ensayo más completo sobre las haciendas de Jalisco y su desarrollo desde principios del siglo XVI hasta la Independencia de México (1821).[91]

## Académico
Las obras publicadas de Ricardo Lancaster-Jones y Verea le dieron un papel importante en los círculos culturales de México y el extranjero:
- 1949: Fundó –junto con Salvador Gutiérrez Contreras– la Sociedad de Amigos de Compostela y fue su secretario general.[3]
- 1953: Contribuyó a establecer la Sociedad Oaxaqueña de Genealogía y Heráldica, y fue su presidente honorario.[3]
- 1955: Contribuyó a establecer la Sociedad de Amigos de Tecolotlán, y fue su secretario general.[3]
- 1956: El Instituto Internacional de Genealogía y Heráldica, con sede en Madrid, lo nombró consejero y delegado del Instituto en México.[92]
- 1957: La Accademia Universitaria Internazionale, con sede en Roma, lo nombró presidente del Capítulo Mexicano.[3]
- 1972: The American International Academy, con sede en la Ciudad de Nueva York, lo designó miembro del Consejo Académico y delegado de la Academia en México.[3]
- 1974: La Augustan Society lo nombró miembro del Consejo Ejecutivo y del Comité Asesor.[93]

### Academia Mexicana de Genealogía y Heráldica
- 1948: Ingresó en la Academia Mexicana de Genealogía y Heráldica como supernumerario.[94] Desde entonces, la mayoría de sus ensayos sobre genealogía y heráldica se publicaron en las Memorias de la Academia; entre otros, destaca La familia Añorga y sus ramas de México (1949) debido a la extensa investigación iconográfica sobre las familias: Añorga, Barron, Escandón y Mijares. Este estudio aporta nuevos datos a la biografía del capitán José de Añorga: fue el primer director de los astilleros de San Blas, Nayarit y gobernador del puerto; este lugar cobró mucha importancia porque de allí partían las exploraciones de la Nueva España hacia la costa del Pacífico de América del Norte.[95]
- 1954: Se convirtió en miembro de número, con el asiento 21, y fue designado por el presidente de la Academia Mexicana de Genealogía y Heráldica, José Ignacio Dávila Garibi, como delegado de la Academia en el estado de Jalisco.[96]

### Academia de Genealogía y Heráldica Mota-Padilla
- 1950–53: Reorganizó la Academia de Genealogía y Heráldica Mota-Padilla, y fue su presidente (1950-1983). Ha sido elogiado por el académico Ramiro Ordóñez Jonama (ex viceministro de Relaciones Exteriores de Guatemala) por su labor al dar continuidad a esta institución.[97]

### Sociedad Mexicana de Geografía y Estadística
- 1950-1957: Fue secretario general de la Junta Auxiliar Jalisciense (Capítulo Jalisco) de la Sociedad Mexicana de Geografía y Estadística.[3]

### Universidad Autónoma de Guadalajara
En 1965 Antonio Leaño Álvarez del Castillo (1916-2010), rector y presidente del consejo directivo de la Universidad Autónoma de Guadalajara, nombró a Ricardo Lancaster-Jones profesor de historia regional en la Facultad de Filosofía y Letras.

### Universidad de Nuevo México
En 1973 Lancaster-Jones obtuvo su grado de Maestría en Artes en Estudios latinoamericanos en la Universidad de Nuevo México con la tesis Haciendas de Jalisco y Aledaños: fincas rústicas de antaño, 1506-1821 (publicada en México el año siguiente como Haciendas de Jalisco y Aledaños (1506-1821)). Luego, continuó con los estudios de doctorado en Filosofía bajo la guía de Donald C. Cutter (1922–2014), profesor emérito de historia en la Universidad de Nuevo México desde 1976 hasta 1978; entonces, su salud se deterioró. Luego de recuperar su salud a fines de 1978, no continuó con el doctorado por motivos personales.

### Discípula
Otra discípula destacada de Lancaster-Jones fue Áurea Zafra Oropeza (enlace roto disponible en Internet Archive; véase el historial, la primera versión y la última). (murió el 11 de agosto de 2010, en Guadalajara), entre cuyas publicaciones se encuentran Agustín Rivera y Agustín de la Rosa ante la filosofía novohispana (Sociedad Jalisciense de Filosofía, Guadalajara, 1994) y Las cofradías de Cocula (Agata, Guadalajara, 1996). Su obra La mujer en la historia de Jalisco fue premiada en 1996 por el gobierno del estado de Jalisco.

## Erudito
De acuerdo con Leopoldo I. Orendáin (1898-1972), Ricardo Lancaster-Jones y Verea fue un "verdadero erudito" cuyo entusiasmo como coleccionista de arte lo llevó a convertirse en asesor de varios gobernadores de Jalisco y diversos empresarios que buscaron su ayuda durante la formación de sus propias colecciones de arte. También fue árbitro en tasaciones testamentarias. Lancaster-Jones fue la primera persona, desde 1948, en cuestionar la autenticidad de un grupo de seis pinturas elaboradas sobre lámina de cobre, atribuidas a Rubens y que se encuentran en la colección de la Basílica de Nuestra Señora de San Juan de los Lagos (Jalisco).
José Cornejo Franco (1900-1977), director de la Biblioteca Pública del Estado de Jalisco (1949-1977), afirma que Lancaster-Jones colaboró con la formación de varias bibliotecas privadas y contribuyó con la reorganización de la Biblioteca Pública del Estado de Jalisco (1950-1959). En 1970 la restauración del ex convento franciscano de Guadalajara se debió a su obra El uso de documentos en la restauración de edificios antiguos. Este estudio fue publicado el año anterior (1969), a través del cual examina un inventario de 1718 del mismo convento franciscano (manuscrito de su propia colección). Se anticipó a su tiempo ya que debieron pasar treinta años, y así, en el año 2000 se fundó en Guadalajara la Escuela de Conservación y Restauración de Occidente (ECRO).

### Coleccionista de arte
Cuando el abuelo paterno de Ricardo Lancaster-Jones y Verea murió, en 1922, él heredó una importante colección de arte colonial mexicano (piezas del período del Virreinato de la Nueva España), una colección que se incrementó con el tiempo con más piezas tanto de la época colonial como del siglo XIX mexicano. Su colección de arte también incluía algunas piezas seleccionadas de artistas del siglo XX como Jesús Reyes Ferreira (1880-1977), José Clemente Orozco (1883-1949) y Jorge González Camarena (1908-1980). Se le menciona entre los coleccionistas de arte más importantes del estado de Jalisco, por Xavier Torres Ladrón de Guevara (1997).
El coleccionista de arte tapatío Carlos Navarro otorga importancia notable a su colección de retratos al óleo en su libro El retrato en Jalisco (2004). Esta colección incluía obras de artistas como: José María Estrada (1764-1860), Juan Cordero (1822-1884), Pablo Valdez (1839-1898), Felipe Castro (1832-1902), Jacobo Gálvez (1821-1882), Gerardo Suárez (1834-1870), José Pamplona (1843-1867), Carlos Villaseñor (1849-1920) y José Vizcarra (1874-1956).

### Bibliófilo
Lancaster-Jones es mencionado por Ramiro Villaseñor y Villaseñor como uno de los bibliófilos notables de Jalisco. Su biblioteca contaba con más de 35,000 tomos, la mayoría recopilados a lo largo de su vida. Actualmente, dichos tomos se encuentran distribuidos entre las bibliotecas de El Colegio de Jalisco, la Universidad de Texas y la Universidad de Nuevo México, así como en colecciones privadas en México y el extranjero.

### Ex libris
Su Ex libris fue catalogado en 1970 por el académico mexicano José Miguel Quintana (1908-1987) en Libros mexicanos; fue diseñado por el artista y académico Carlos Stahl (1892-1984). Actualmente, uno de los ex libris de Ricardo Lancaster-Jones se encuentra en la Colección de Ex libris de Guillermo Tovar y de Teresa en la Universidad Iberoamericana en la Ciudad de México.

### Sociedad de Anticuarios de Guadalajara
En 1953 Lancaster-Jones estableció la Sociedad de Anticuarios de Guadalajara, y fungió como su secretario general de 1953 to 1980.

## Opinión sobre la historia de las haciendas de Jalisco

Mapa de las regiones de Jalisco.

De acuerdo con Ricardo Lancaster-Jones y Verea: una hacienda en todos sus tipos: plantaciones, minas, fábricas, etcétera, fue el medio que hizo posible la población de grandes áreas dispersas (a veces aisladas); fue la base del proceso de aculturación y el núcleo en torno al cual se produjo la incorporación a la vida civilizada de los indígenas.
Dada la extensión del territorio de la Nueva España (hoy, México), las haciendas se convirtieron en excelentes centros autónomos. Sus habitantes vivían en un microcosmos que les permitía canalizar sus necesidades espirituales y materiales.
Las haciendas que existieron en el antiguo Reino de la Nueva Galicia se ubicaron a través de una geografía diversa y rica. Las circunstancias locales cambiaron las costumbres regionales en las haciendas de esta zona, distinguiéndolas del resto de la Nueva España. El origen de los rasgos que hoy distinguen a México en el mundo: la charrería, el mariachi y el tequila, se encuentra en las haciendas de Jalisco.

## Honores y premios

### Honores
| 1952 |                           | Caballero de la Orden del Santo Sepulcro de Jerusalén                                                                     |  |
| 1954 | Bandera de Inglaterra     | Doctor en Filosofía honoris causa por el Colegio Universitario de Londres                                                 |  |
| 1956 | Bandera de Inglaterra     | Doctor en Literatura honoris causa por el Colegio Ministerial de Entrenamiento (Ministerial Training College) (Sheffield) |  |
| 1956 | Bandera de Cuba           | Doctor en Literatura honoris causa por el Colegio Universitario de San Andrés, (La Habana)                                |  |
| 1963 | Bandera de Estados Unidos | Ciudadano honorario de Nueva Orleans, Luisiana                                                                            |  |

### Premios

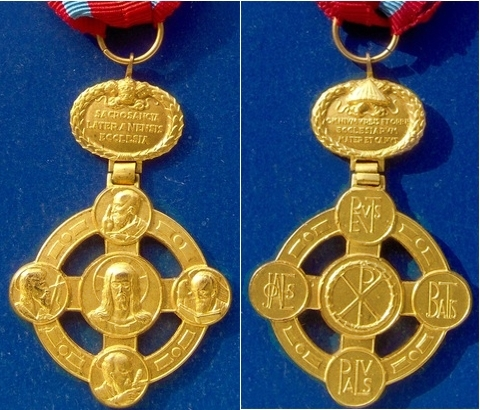
Cruz Lateranense Papal.

| 1948 | Bandera de México   | Medalla del Comité Geográfico Nacional                                                           |  |
| 1951 | Bandera de México   | Medalla de la República                                                                          |  |
| 1953 | Bandera de México   | Cruz e Insignia de Primera Clase General Ignacio Comonfort                                       |  |
| 1953 | Bandera de México   | Cruz Honoraria de la Sociedad de Veteranos del Servicio Militar Nacional de 1942                 |  |
| 1954 | Bandera de Japón    | Medalla de Plata de la Sociedad de la Cruz Roja Japonesa                                         |  |
| 1955 | Bandera de México   | Medalla de Honor del Honorable Cuerpo de Defensores de la República Mexicana y sus Descendientes |  |
| 1956 |                     | Cruz del Mérito de la Orden del Santo Sepulcro de Jerusalén                                      |  |
| 1956 |                     | Cruz Lateranense Papal                                                                           |  |
| 1956 | Bandera de México   | Premio José María Vigil al mérito literario, por el Congreso del Estado de Jalisco               |  |
| 1956 | Bandera de México   | Medalla de Compostela, por el Congreso del Estado de Nayarit                                     |  |
| 1956 | Bandera de Colombia | Medalla al Mérito Consular por el Instituto Consular Interamericano                              |  |
| 1958 | Bandera de México   | Palmas Académicas de la Sociedad Mexicana de Estudios Militares                                  |  |
| 1958 | Bandera de Panamá   | Cruz de la Fundación Internacional Eloy Alfaro                                                   |  |
| 1961 |                     | Medalla de Oro de la Asociación Colón                                                            |  |
| 1965 | Bandera de España   | Medalla Henry Dunant de la Asociación de la Cruz Roja Española                                   |  |
| 1965 | Bandera de Colombia | Official de Mérito Consular por el Instituto Consular Interamericano                             |  |

## Instituciones
Durante el curso de su vida, Ricardo Lancaster-Jones y Verea fue miembro de las instituciones siguientes:
| 1945 | Bandera de Estados Unidos      | Consulado de los Estados Unidos en Guadalajara                              | Asesor en Asuntos Culturales                          | Guadalajara          |
| 1946 | Bandera de México              | Sociedad de Ingenieros y Arquitectos de Guadalajara                         | Miembro de número                                     | Guadalajara          |
| 1948 | Bandera de México              | Academia Mexicana de Genealogía y Heráldica                                 | Miembro supernumerario                                | Ciudad de México     |
| 1948 | Bandera de México              | Comité Geográfico Municipal de Compostela                                   | Miembro de número                                     | Compostela, Nayarit  |
| 1949 | Bandera de México              | Sociedad de Amigos de Compostela                                            | Fundador y secretario general                         | Compostela, Nayarit  |
| 1949 | Bandera de México              | Asociación Consular de Guadalajara                                          | Miembro de número                                     | Guadalajara          |
| 1950 | Bandera de México              | Sociedad Mexicana de Geografía y Estadística                                | Miembro correspondiente                               | Ciudad de México     |
| 1950 | Bandera de las Naciones Unidas | Organización de las Naciones Unidas                                         | Delegado al estado de Jalisco                         | Ciudad de Nueva York |
| 1950 | Bandera de El Salvador         | Consulado de El Salvador en Guadalajara                                     | Cónsul                                                | San Salvador         |
| 1951 | Bandera de México              | Instituto Mexicano-Norteamericano de Jalisco                                | Miembro de número                                     | Guadalajara          |
| 1951 | Bandera de México              | Honorable Cuerpo de Defensores de la República Mexicana y sus Descendientes | Miembro descendiente                                  | Ciudad de México     |
| 1951 | Santa Sede                     | Orden del Santo Sepulcro de Jerusalén                                       | Caballero de la Orden del Santo Sepulcro de Jerusalén | Ciudad del Vaticano  |
| 1952 | Bandera de España              | Academia Mallorquina de Estudios Genealógicos                               | Miembro correspondiente                               | Palma de Mallorca    |
| 1953 | Bandera de México              | Sociedad de Anticuarios de Guadalajara                                      | Miembro de número                                     | Guadalajara          |
| 1953 | Bandera de México              | Academia de Genealogía y Heráldica Mota-Padilla                             | Miembro de númeror                                    | Guadalajara          |
| 1953 | Bandera de Costa Rica          | Academia Costarricense de Ciencias Genealógicas                             | Miembro correspondiente                               | San José             |
| 1953 | Bandera de Francia             | L'Académie Palatine                                                         | Miembro correspondiente                               | París                |
| 1953 | Bandera de Estados Unidos      | The American Society of Heraldry                                            | Miembro correspondiente                               | Ciudad de Nueva York |
| 1953 | Bandera de Francia             | L'Académie Chablaisienne                                                    | Miembro correspondiente                               | Thonon-les-Bains     |
| 1953 | Bandera de Dinamarca           | Societas Heraldica et Sphragistica Danica                                   | Miembro correspondiente                               | Copenhague           |
| 1953 | Bandera de Canadá              | Société Historique de Montréal                                              | Miembro correspondiente                               | Montreal             |
| 1953 | Bandera de Guatemala           | Academia Guatemalteca de Estudios Genealógicos, Heráldicos e Históricos     | Miembro correspondiente                               | Ciudad de Guatemala  |
| 1953 | Bandera de Argentina           | Instituto Argentino de Ciencias Genealógicas                                | Miembro correspondiente                               | Buenos Aires         |
| 1953 | Bandera de Cuba                | Instituto Cubano de Genealogía y Heráldica                                  | Miembro correspondiente                               | La Habana            |
| 1953 | Bandera de Ecuador             | Instituto Genealógico de Guayaquil                                          | Miembro correspondiente                               | Guayaquil            |
| 1953 | Bandera de México              | Sociedad Oaxaqueña de Genealogía y Heráldica                                | Miembro de número                                     | Oaxaca, Oaxaca       |
| 1953 | Bandera de Brasil              | Instituto Genealógico Brasileiro                                            | Miembro correspondiente                               | São Paulo            |
| 1953 | Bandera de Perú                | Instituto Peruano de Genealogía y Heráldica                                 | Miembro correspondiente                               | Lima                 |
| 1953 | Bandera de Italia              | Accademia Culturale Adriatica                                               | Miembro correspondiente                               | Milán                |
| 1953 | Bandera de España              | Real Academia de Ciencias, Letras y Artes de la Purísima Concepción         | Miembro correspondiente                               | Valladolid           |
| 1954 | Bandera de Japón               | Asociación de la Cruz Roja Japonesa                                         | Miembro correspondiente                               | Tokio                |
| 1954 | Bandera de España              | Real Academia de Bellas Artes de San Telmo                                  | Miembro correspondiente                               | Málaga               |
| 1954 | Bandera de España              | Pontificia y Real Academia Bibliográfico-Mariana de Lérida                  | Miembro correspondiente                               | Lérida               |
| 1954 | Bandera de México              | Academia Mexicana de Genealogía y Heráldica                                 | Miembro de número                                     | Ciudad de México     |
| 1954 | Bandera de España              | Instituto Internacional de Genealogía y Heráldica                           | Miembro correspondiente                               | Madrid               |
| 1954 | Bandera de Inglaterra          | The Heraldry Society                                                        | Miembro extranjero                                    | Londres              |
| 1954 | Bandera de España              | Real Academia de Bellas Artes y Ciencias Históricas de Toledo               | Miembro correspondiente                               | Toledo               |
| 1955 | Bandera de México              | Sociedad de Amigos de Tecolotlán                                            | Miembro de número                                     | Tecolotlán           |
| 1955 | Bandera de España              | Real Academia Gallega                                                       | Miembro correspondiente                               | La Coruña            |
| 1955 | Bandera de Inglaterra          | Society of Genealogists                                                     | Miembro extranjero                                    | Londres              |
| 1955 | Bandera de Brasil              | Associação de Intercâmbio Cultural                                          | Miembro correspondiente                               | Mato Grosso          |
| 1955 | Bandera de Cuba                | Sociedad Colombista Panamericana                                            | Miembro correspondiente                               | La Habana            |
| 1955 | Bandera de Bolivia             | Sociedad Heráldica y Genealógica Boliviana                                  | Miembro correspondiente                               | La Paz               |
| 1955 | Bandera de España              | Real Academia de Nobles y Bellas Artes de San Luis                          | Miembro correspondiente                               | Zaragoza             |
| 1955 | Bandera de Estados Unidos      | The American International Academy                                          | Miembro correspondiente                               | Ciudad de Nueva York |
| 1956 | Bandera de España              | Instituto Internacional de Genealogía y Heráldica                           | Miembro de número                                     | Madrid               |
| 1956 | Bandera de Italia              | Accademia di Paestum                                                        | Miembro correspondiente                               | Salerno              |
| 1956 | Bandera de México              | Instituto de Relaciones Culturales Mexicano-Etíope                          | Miembro correspondiente                               | Ciudad de México     |
| 1956 | Bandera de España              | Real Sociedad Económica Murciana de Amigos del País                         | Miembro correspondiente                               | Murcia               |
| 1957 | Bandera de Italia              | Accademia Internazionale Litteraria-Istituto Napoletano di Cultura          | Miembro correspondiente                               | Nápoles              |
| 1957 | Bandera de Italia              | Accademia Universitaria Internazionale                                      | Miembro correspondiente                               | Roma                 |
| 1957 | Bandera de España              | Real Academia de San Romualdo de Ciencias, Letras y Artes                   | Miembro correspondiente                               | San Fernando         |
| 1957 | Bandera de España              | Real Academia Sevillana de Buenas Letras                                    | Miembro correspondiente                               | Sevilla              |
| 1957 | Bandera de México              | Instituto Cultural Mexicano-Belga                                           | Miembro correspondiente                               | Ciudad de México     |
| 1958 | Bandera de España              | Real Academia Catalana de Bellas Artes de San Jorge                         | Miembro correspondiente                               | Barcelona            |
| 1958 | Bandera de México              | Academia Nacional Mexicana de Estudios Militares                            | Miembro de número                                     | Ciudad de México     |
| 1960 | Bandera de México              | Real Academia de Córdoba                                                    | Miembro correspondiente                               | Córdoba, Andalucía   |
| 1960 | Bandera de Hungría             | St. Ladislaus Society                                                       | Miembro correspondiente                               | Budapest             |
| 1963 | Bandera de Inglaterra          | Survey of London                                                            | Miembro honorario y suscriptor                        | Londres              |
| 1964 | Bandera de Estados Unidos      | The Augustan Society                                                        | Miembro de primera clase                              | Orlando, Florida     |
| 1964 | Bandera de Chile               | Instituto Chileno de Investigaciones Genealógicas                           | Miembro correspondiente                               | Santiago de Chile    |
| 1965 | Bandera de España              | Real Academia Hispanoamericana de Cádiz                                     | Miembro correspondiente                               | Cádiz                |
| 1966 | Bandera de España              | Real Academia de Ciencias, Bellas Letras y Nobles Artes de Córdoba          | Miembro correspondiente                               | Córdoba, Andalucía   |
| 1967 | Bandera de España              | Academia Vélez de Guevara                                                   | Miembro correspondiente                               | Écija                |
| 1968 | Bandera de México              | Instituto de Investigación Histórica y Genealógica de México                | Miembro correspondiente                               | Ciudad de México     |
| 1970 | Bandera de México              | Centro de Estudios Históricos Fray Antonio Tello                            | Miembro de número                                     | Guadalajara          |
| 1974 | Bandera de Estados Unidos      | The Augustan Society                                                        | Miembro del Consejo Ejecutivo y del Comité Asesor     | Orlando, Florida     |

## Obras principales
Ricardo Lancaster-Jones y Verea es mencionado por Heriberto García Rivas (1971) entre los autores notables de finales del siglo XX en México. Como autor publicado, su nombre se puede encontrar también como: Ricardo Lancaster-Jones o Ing. Ricardo Lancaster-Jones. Entre sus publicaciones se encuentran:

### Biografías

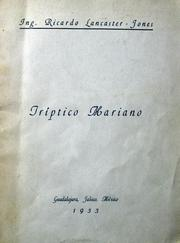
Tríptico Mariano, Segunda edición, 1952

- 1947 – El Acta de Francisco Márquez en Guadalajara[159]
- 1949 – El intestado de Domingo Lázaro de Arregui[77][78]
- 1949 – Don Manuel de Olasagarre
- 1950 – Don José Luis Verdía y Don Luis Pérez Verdía
- 1950 – Una hija de los Condes de Miravalle, Primera Dama de la República[160][161]
- 1951 – Un Hijo de D. Nuño de Guzmán[162]
- 1952 – Datos biográficos de Luis Pérez Verdía[163][164]
- 1952 – Guadalajara y Don Juan Manuel[165][166]
- 1954 – Una Ilustre Dama Mallorquina en México[167]
- 1955 – El Nacimiento de Maximiliano[168]
- 1956 – Evocaciones de Juan Salvador Agraz[169]
- 1957 – El Encomendero Martín Monje
- 1958 – El Señor Ingeniero Alberto Lancaster-Jones y Mijares, un Caballero Terciario[170]
- 1958 – Primo de Verdad, Héroe jalisciense
- 1958 – Primo Verdad, jalisciense neto[171]
- 1961 – Un Mexicano Ministro General de la Orden Franciscana[172]
- 1966 – Don Francisco de Paula Verea, Obispo de Linares y de Puebla[173][174]
- 1970 – Don Juan B. Iguíniz, como historiador de Jalisco y genealogista local[175][176]
- 1973 – El Acta de Francisco Márquez en Guadalajara (nueva información)[177]
- 1974 – Fray Antonio Tello y su Importancia en la Historiografía de Jalisco[178]
- 1976 – Mexicano ilustre en la fundación de la Academia San Carlos de Valencia[179][180]
- 1981 – Don Juan B. Iguíniz[181]
- 1981 – El Historiador Agustín Rivera y Sanromán[182]
- 1981 – François Chevalier y su Historia Social[183]
- 1983 – Don Nicolás Carlos Gómez de Cervantes, XV Obispo de Guatemala[184]

### Diplomacia e instituciones

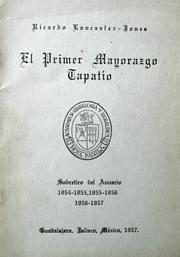
El Primer Mayorazgo Tapatío, 1957

- 1952 – La Orden de Caballería del Santo Sepulcro de Jerusalén
- 1953 - Apuntes para la Historia de la Orden Ecuestre del Santo Sepulcro de Jerusalén en México
- 1954 – Honores de Estado[185]
- 1954 – La Orden de Nuestra Señora de San Juan de los Lagos
- 1954 – Investidura de la Orden del Santo Sepulcro
- 1955 – Discurso Pronunciado en la Cena Consular el 24 de enero de 1955[186]
- 1956 – La Academia de Genealogía y Heráldica Mota-Padilla[187]
- 1964 – The Oldest Genealogical and Heraldic Society in Mexico[188]
- 1964 – La Academia de Genealogía y Heráldica Mota-Padilla[188]
- 1969 – La Real Academia Sevillana de Buenas Letras[189]

### Bellas artes y arquitectura
- 1934 – Anticuarios Tapatíos
- 1939 – Los Rubens de San Juan de los Lagos en entredicho
- 1939 – La Asunción de María en el Arte de la Pintura y la Escultura
- 1939 – La Decoración del Salón del Cabildo Municipal[190]
- 1948 – Tríptico Mariano[191][192][193][194]
- 1950 – La casa natal del general Bernardo Reyes[195]
- 1952 – La Miniatura en México
- 1954 – Colecciones de Arte en Guadalajara I (Aurelio G. Hermosillo Brizuela)[196]
- 1955 – Colecciones de Arte en Guadalajara II (Jesús Garibi Velasco)[197]
- 1956 – Dos Retratos Románticos Tapatíos
- 1956 – Iconografía Zapopana
- 1957 – Colecciones de Arte en Guadalajara IV (Luz de la Cruz Castaños)[198]
- 1969 – El uso de documentos en la restauración de edificios[199]
- 1974 – Destellos del Genio Valenciano en Guadalajara, la de México[200][201][202]

### Genealogía y heráldica
- 1949 – La familia Añorga y sus ramas de México[203]
- 1950 – La familia López Portillo de la Nueva Galicia y de la Nueva Vizcaya[204]
- 1950 – El Escudo de Miravalle
- 1950 – Genealogía de la familia Vallarta de México[205][206]
- 1951 – El origen de la Familia Miramón[207][208]
- 1951 – Noticia genealógica sobre las familias Ogazón y Velásquez de la Nueva Galicia[209][210][211]
- 1951 – El linaje de Fr. Luis de Palacio
- 1953 – La familia Verea de Jalisco
- 1954 – Los estudios genealógicos y heráldicos en el Continente Americano[212][213]
- 1955 – El autor y sus antecedentes de familia (notas acerca de la familia López Portillo)[214][215]
- 1957 – Notas genealógicas sobre la familia Pérez-Verdía[216][217]
- 1958 – Suerte irlandesa (Notas sobre la familia Barron Añorga)[218]
- 1960 – Heráldica patronímica neogallega: Híjar[219]
- 1964 – La Sociedad Genealógica y Heráldica más antigua de México[220][221]
- 1965 – La familia Mijares de Jalisco[222][223]
- 1966 – A Princely Family of Mexico (Una familia principesca de México)[224][225]

### Haciendas
- 1951 – La Hacienda de Santa Ana Apacueco[226][227]
- 1957 – El Primer Mayorazgo Tapatío[228][229]
- 1958 – Las Haciendas de Santa Cruz del Valle y el Cuatro
- 1973 – Haciendas de Jalisco y Aledaños: fincas rústicas de antaño, 1506-1821[230]
- 1974 – Haciendas de Jalisco y Aledaños (1506-1821)[91][231]
- 1981 – Algunas haciendas de Jalisco[232]

### Monografías
- 1948 – Compostela de ayer y de hoy

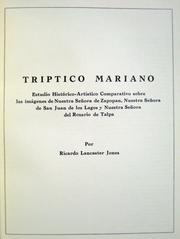
Tríptico Mariano, Tercera edición, 1981

- 1948 – La Iglesia Parroquial de Compostela
- 1948 – Los Vecinos de Compostela en el siglo XVI
- 1949 – Prólogo (Compostela de Indias)[233][234]
- 1949 – Un documento relativo a la Iglesia Parroquial de Compostela
- 1949 – La Batalla de la Mojonera
- 1950 – Una visita pastoral a Compostela y a Tepic en el siglo XVIII
- 1952 – La popularidad de la Independencia mexicana[235]
- 1953 – Las Tres Basílicas Marianas de Jalisco[236]
- 1955 – Los tapatíos en el siglo XVI[237]
- 1958 – El Seminario tapatío, cuna de cardenales
- 1964 – Los bienes del Convento Agustino de Guadalajara[238][239]
- 1966 – El sistema de enseñanza mutua y la labor de grupo[240]
- 1966 – Una historia eclesiástica regional[241]
- 1970 – Fray Antonio de Segovia y Nuestra Señora de Zapopan[242]
- 1975 – Introducción a un viaje a la Alta California[243][244]